# Torii Tadanori
Torii Tadanori (鸟居忠则, 1646 - 06 de setembro de 1689), foi um  Daimyō do início do Período Edo da História do Japão, que governou o Domínio de Takatō na Província de Shinano (atual Nagano ). Tadanori era filho de Torii Tadaharu , o Daimyō anterior. Conseguiu a liderança da família após a morte de seu pai, e continuou a regra draconiana de seu pai no domínio. Durante a investigação do xogunato em um escândalo envolvendo um vassalo de Takatō Takasaka Gonbei, Tadanori foi condenado a ficar confinado em sua residência em Edo, e morreu durante seu confinamento. O Domínio de Takatō foi confiscado do Clã Torii, como o Clã era um famoso fudai que remontava a Torii Mototada.  Tadateru herdeiro  de Tadanori foi concedido quatro distritos na Província de Noto , que se tornou o Daimyō do Domínio de Shimomura .
| Precedido por Torii Tadaharu | Daimyo de Takatō 1663-1689     | Sucedido por Naitō Kiyokazu |
| Precedido por Torii Tadaharu | - Líder do Clã Torii 1663-1689 | Sucedido por Torii Tadateru |